# Aphyosemion batesii
Aphyosemion batesii е вид лъчеперка от семейство Nothobranchiidae. Видът не е застрашен от изчезване.

## Разпространение и местообитание
Разпространен е в Габон, Демократична република Конго и Камерун.
Обитава сладководни басейни, реки и потоци.

## Описание
На дължина достигат до 9 cm.